# Unicorn (album)
Unicorn este un album din 1969 al trupei Tyrannosaurus Rex cu Marc Bolan și Steve "Peregrine" Took din componență. A ajuns până pe locul 12 în topurile din Regatul Unit. 

## Tracklist
1. "Chariots of Silk" (2:26)
2. "Pon a Hill" (1:14)
3. "The Seal of Seasons" (1:49)
4. "The Throat of Winter" (1:59)
5. "Catblack (The Wizard's Hat)" (2:55)
6. "Stones for Avalon" (1:37)
7. "She Was Born to Be My Unicorn" (2:37)
8. "Like a White Star, Tangled and Far, Tulip That's What You Are" (3:49)
9. "Warlord of the Royal Crocodiles" (2:11)
10. "Evenings of Damask" (2:26)
11. "The Sea Beasts" (2:26)
12. "Iscariot" (2:53)
13. "Nijinsky Hind" (2:20)
14. "The Pilgrim's Tale" (2:07)
15. "The Misty Coast of Albany" (1:43)
16. "Romany Soup" (5:40)

- Toate cântecele au fost compuse de Marc Bolan.

## Componență
- Marc Bolan - voce, chitară
- Steve "Peregrine" Took - bongos, tobe africane, kazoo, pixifon, gong chinez